# 실크 로드 (웹사이트)
실크로드(Silk Road)는 마약 등 불법 물품을 판매 및 경영하고 있던 암시장 웹사이트였다. 로스 윌리엄 울브릭트(Ross William Ulbricht)가 운영하던 웹사이트로, 마리화나, LSD, 헤로인, 코카인 등 금지 약물을 판매하고 있었다. 약물 뿐만 아니라, 악성 코드, 불법 콘텐츠, 도난 계정, 신용 카드 정보, 해킹 기술도 판매하고 있었다. 다크 웹을 이용하여, 일반 인터넷에서 액세스할 수 없었으며, Tor를 통해서만 이용할 수 있다. 2013년 7월까지 95만 7079명의 이용자가 있었으며 미국 달러 대신 비트코인으로만 거래할 수 있었다. 2013년 7월 미국 연방수사국은 실크로드 서버에 액세스를 성공하였고, 같은 해 10월 서버를 압수하였으며 소유자 로스 윌리엄 울브릭트를 체포했다.

## 같이 보기
- 딥 웹
- 다크넷
- 다크 웹